# Todd Black
Todd Black (nacido el 9 de febrero de 1960) es un productor de cine estadounidense mejor conocido por producir En busca de la felicidad (2006), The Taking of Pelham 123 (2009), The Equalizer (2014), Southpaw (2015), Los siete magníficos (2016) y Fences (2016) por la que recibió una nominación al Premio de la Academia a la Mejor Película con Scott Rudin y Denzel Washington.

## Filmografía
Fue productor de todas las películas a menos que se indique lo contrario.

### Películas
| Año  | Película                   | Crédito               |
| ---- | -------------------------- | --------------------- |
| 1988 | Split Decisions            | Coproductor           |
| 1988 | Spellbinder                | Coproductor           |
| 1990 | The Guardian               | Coproductor           |
| 1990 | Short Time                 |                       |
| 1991 | Becoming Colette           | Productor ejecutivo   |
| 1992 | Stop! Or My Mom Will Shoot | Productor ejecutivo   |
| 1992 | Class Act                  |                       |
| 1993 | Fire in the Sky            |                       |
| 1993 | Wrestling Ernest Hemingway |                       |
| 1995 | The Double                 |                       |
| 1996 | Dunston Checks In          |                       |
| 1996 | A Family Thing             |                       |
| 2001 | A Knight's Tale            |                       |
| 2002 | Antwone Fisher             |                       |
| 2003 | Alex & Emma                |                       |
| 2003 | S.W.A.T.                   | Coproductor ejecutivo |
| 2005 | The Weather Man            |                       |
| 2006 | The Pursuit of Happyness   |                       |
| 2007 | The Great Debaters         |                       |
| 2008 | Seven Pounds               |                       |
| 2009 | Knowing                    |                       |
| 2009 | The Taking of Pelham 123   |                       |
| 2010 | The Back-up Plan           |                       |
| 2012 | Hope Springs               |                       |
| 2014 | Sex Tape                   |                       |
| 2014 | The Equalizer              |                       |
| 2015 | Unfinished Business        |                       |
| 2015 | Southpaw                   |                       |
| 2016 | The Magnificent Seven      |                       |
| 2016 | Fences                     |                       |
| 2017 | The Upside                 |                       |
| 2017 | Roman J. Israel, Esq.      |                       |
| 2018 | The Equalizer 2            |                       |
| 2019 | Troop Zero                 | Productor ejecutivo   |
| 2020 | Ma Rainey's Black Bottom   |                       |
| 2021 | Being the Ricardos         |                       |
| 2021 | A Journal for Jordan       |                       |
| 2022 | The Man from Toronto       |                       |
| 2022 | Emancipation               |                       |
| 2023 | Cassandro                  |                       |
| 2023 | The Equalizer 3            |                       |
| 2024 | The Piano Lesson           |                       |
| 2026 | Masters of the Universe    |                       |
| —    | Highest 2 Lowest           |                       |

Agradecimientos
| Año  | Película        | Role                       |
| ---- | --------------- | -------------------------- |
| 2007 | The Babysitters | Agradecimientos especiales |

### Televisión
| Año     | Título               | Crédito             | Notas                    |
| ------- | -------------------- | ------------------- | ------------------------ |
| 1986    | Sunday Drive         | Productor ejecutivo | Película para televisión |
| 1991    | Perfect Harmony      | Productor ejecutivo | Película para televisión |
| 1993    | Official Denial      | Productor ejecutivo | Película para televisión |
| 2016    | Prototype            | Productor ejecutivo | Película para televisión |
| 2019    | Perpetual Grace, LTD | Productor ejecutivo |                          |
| 2021    | Dr. Death            | Productor ejecutivo |                          |
| 2019−23 | Servant              | Productor ejecutivo |                          |

## Premios y nominaciones
Premios Óscar
| Año  | Categoría      | Película | Resultado |
| ---- | -------------- | -------- | --------- |
| 2017 | Mejor película | Fences   | Nominado  |